# Alfa Romeo 140A
L'Alfa Romeo 140A est un modèle d'autobus fabriqué par le constructeur italien Alfa Romeo V.I. SpA de 1948 à 1958. Il remplace le modèle 110 A. 

## Histoire
Cet autobus urbain repose sur un châssis à trois essieux simples d'une longueur de 12,0 mètres ou articulé de 22,0 mètres à 5 essieux simples. Le moteur est un Alfa Romeo diesel 6 cylindres à injection directe type AR.1603, développant 140 ch lors de la présentation du modèle mais qui sera rapidement augmentée à 150 ch l'année suivante. Avec ce nouveau moteur conçu intégralement par Alfa Romeo en interne, le constructeur milanais a mis fin à sa collaboration avec l'allemand Deutz dont la fiabilité de ses moteurs avait créé de sérieux soucis dus aux ruptures répétées des arbres moteurs et des pannes d'injection, que le constructeur italien n'avait encore pas réussi à résoudre sur la gamme 110A.
En février 1949, le premier exemplaire de série fabriqué a été testé par l'ATAG de Rome et comparé à son principal concurrent, le Fiat 672 en service depuis à peine un an. Le comité lui reconnut une puissance supérieure (140 ch contre 123 au Fiat) et un meilleur freinage.
(NDR : Conformément à la législation italienne en vigueur à l'époque, les autobus et trolleybus standard rigides à 2 essieux ne pouvaient mesurer plus de 10 mètres de longueur. Au delà, ils devaient comporter 3 essieux et mesurer au maximum 12 mètres de longueur. La largeur devait être inférieure ou au maximum égale à 2,50 mètres. La hauteur n'était pas limitée. Leur capacité était généralement de 50 passagers pour les modèles à 2 essieux, 80 pour les modèles à 3 essieux et 120 pour les articulés pour les modèles avec cabine à capot; leur capacité augmenta de 20 à 25 passagers avec les cabines avancées à partir de 1940.)
Les premiers exemplaires ont été livrés aux sociétés des transports publics ATM Milan et ATAG de Rome qui en a compté 105 unités dès la première année. Son principal concurrent italien est alors le Fiat 672. Tous les véhicules construits sont restés en service durant plus de 20 ans en Italie puis ont été revendus dans différents pays dont la Grèce.
Liste de différentes séries produites pour l'ATM Milan :
- 140A urbain carrosserie SIAI Marchetti : 19 exemplaires construits en 1950 et 1951,
- 140A urbain carrosserie Macchi ou Caproni : 78 exemplaires construits de 1952 à 1958,
- 150A urbain carrosserie Macchi : 22 exemplaires construits en 1959,
- 140AIS autobus articulé avec remorque interurbain carrosserie Macchi-Baratelli : 30 exemplaires construits en 1952-53.

A part les 207 exemplaires livrés à l'ATM Milan et les 105 à l'ATAG Rome, il n'existe aucune archive disponible sur le reste de la production. La compagnie municipale SAIA de Palerme a détenu plusieurs 140A carrossés par la Carrozzeria Varesina de Varese.

## La version trolleybus
Comme de coutume à l'époque, le constructeur milanais a commercialisé également la version trolleybus 140AF.

## La version 150A
En 1957, le bureau d'études Alfa Romeo a terminé le projet du remplaçant du 140A qui est baptisé 150A. Le nouvel autobus urbain est équipé du tout nouveau moteur AR.1610 de 11.050 cm3 développant 163 ch CUNA. Une très petite série baptisée 150AU sera fabriquée pour l'ATM Milan mais le véhicule ne sera jamais commercialisé car le constructeur opta pour lancer un autre modèle beaucoup plus évolué, le Mille AU.